# Luci Petil·li
Luci Petil·li (en llatí: Lucius Petilius) va ser un magistrat romà del segle ii aC. Formava part de la gens Petíl·lia, d'origen plebeu.
Va ser enviat pel senat romà com ambaixador l'any 168 aC juntament amb Marc Perpenna, a la cort del rei Gentius d'Il·líria. El rei els va empresonar, però van ser alliberats poc després, quan el pretor Luci Anici Gal va derrotar a Gentius.